# Pfeifer Zeliska .600 Nitro Express
Pfeifer Zeliska .600 Nitro Express — австрійський револьвер одинарної дії, розроблений Адольфом Целіска, який виробляється фірмою Pfeifer Waffen.

## Опис
Маса револьвера становить 6001 г (з них лише барабан важить 2041 г), довжина — 55 см (довжина ствола — 33.5 см). Револьвер має позолочені курок, спуск і вісь барабана, а також позолочений напис з адресом виробника. Барабан містить 5 набоїв. Заряджання відбувається через заслінку з правого боку барабана, як в Colt Single Action Army, на якому в значній мірі заснований Zeliska.
Zeliska — один з найпотужніших пістолетів у світі: він стріляє надпотужними мисливськими набоями .600 Nitro Express або .458 Winchester Magnum. Револьвер стріляє кулями .600 Nitro Express масою 52.32 г з початковою швидкістю 462 м/с.
Вартість револьвера — 17 316 доларів. Вартість одного набою .600 Nitro Express — 40 доларів, тому стрільба з Zeliska дуже дорога.